# Кама, Кристиан
Кристиан Кама (итал. Cristian Cama; родился 5 июня 2007) — итальянский футболист, левый защитник юношеской команды клуба «Рома».

## Клубная карьера
Воспитанник футбольной академии клуба «Рома». В январе 2024 года подписал с клубом свой первый профессиональный контракт.

## Карьера в сборной
Выступал за сборные Италии до 15, до 16 и до 17 лет.
В 2024 году в составе сборной Италии до 17 лет сыграл на юношеском чемпионате Европы на Кипре, забив гол в матче группового этапа против Швеции 27 мая. Итальянцы одержали победу на турнире.

## Достижения
- Чемпион Европы до 17 лет: 2024